# Deraeocorinae
Deraeocorinae (лат.) — подсемейство полужесткокрылых из семейства слепняков (Miridae).

## Описание
Отличаются от других представителей семейства слепняков наличием воротника на переднем крае переднеспинки и коготком на первом членике лапок. Парэмподии (подушечки на лапках) щетинковидные.

## Экология
Представители этого подсемейства являются хищниками, охотятся на тлей, трипсов, клопов-кружевниц и гусениц мелких чешуекрылых. Личинки некоторых видов Deraeocorinae внешне напоминают своих жертв. Виды Deraeocoris nebulosus, Deraeocoris lutescens и Stethoconus japonicus испытывались для борьбы с сельскохозяйственными вредителями.

## Классификация
Подсемейство разделяют на шесть триб.
- Clivinemini
- Deraeocorini
- Hyaliodini
- Saturniomirini
- Surinamellini
- Termatophylini

## Палеонтология
В ископаемом состоянии найдены в отложениях эоцена и миоцена в России (Калининградская область), США (Колорадо) и Доминиканской Республике.